# Twierdzenie o próbkowaniu
Twierdzenie o próbkowaniu, twierdzenie Nyquista–Shannona – fundamentalne twierdzenie teorii informacji, telekomunikacji oraz cyfrowego przetwarzania sygnałów opisujące matematyczne podstawy procesów próbkowania sygnałów oraz ich rekonstrukcji: 
Z sygnału dyskretnego {\displaystyle x^{\star }(t)} złożonego z próbek danego sygnału ciągłego {\displaystyle x(t)} można wiernie odtworzyć sygnał {\displaystyle x(t).}
 Jest podstawową zasadą pozwalającą przekształcać sygnał ciągły w czasie (często nazywany „sygnałem analogowym”) w sygnał dyskretny (często nazywany „sygnałem cyfrowym”). Ustanawia warunek dla częstotliwości próbkowania, która pozwala dyskretnej sekwencji próbek (cyfrowych) na przechwytywanie wszystkich informacji z sygnału ciągłego (analogowego) o skończonej szerokości pasma – częstotliwość Nyquista.

## Teza
Jeśli sygnał ciągły nie ma składowych widma o częstotliwości większej niż B, może on zostać jednoznacznie odtworzony z ciągu jego próbek tworzących sygnał dyskretny, o ile próbki te zostały pobrane z częstotliwością co najmniej 2B.

## Warunki i uwagi

Przykładowe widmo sygnału o ograniczonym widmie (niebieskie) oraz obrazy tego widma powstałe wskutek próbkowania (zielone)

Próbkowanie (dyskretyzacja) sygnału ciągłego powoduje zwielokrotnienie jego oryginalnego widma w dziedzinie częstotliwości w ten sposób, że obok widma sygnału oryginalnego pojawiają się jego kopie przesunięte o wszystkie całkowite (dodatnie i ujemne) wielokrotności częstotliwości próbkowania, tworząc tzw. obrazy (pierwszy rysunek). Próbkowanie sygnału może wiązać się z jego zniekształceniem wskutek zjawiska aliasingu, czyli nakładania się widm (drugi rysunek). Aby możliwe było wierne odtworzenie sygnału ciągłego, spełnione powinny być przede wszystkim dwa warunki:

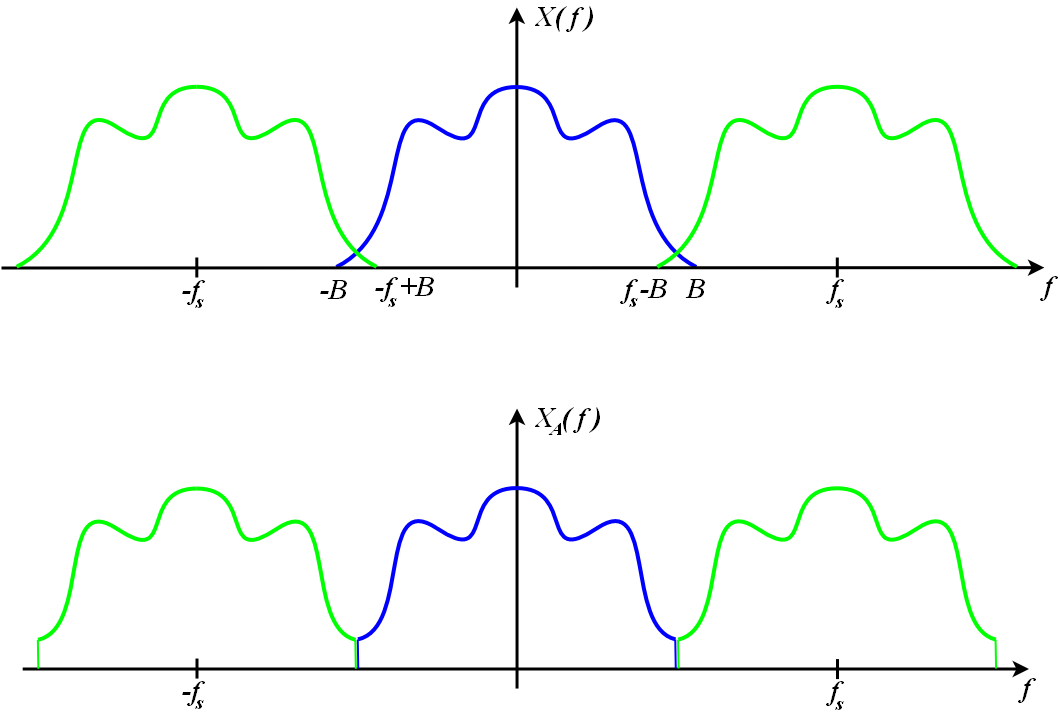
Góra: Przykładowe widmo sygnału dyskretnego uzyskanego przez próbkowanie sygnału o niedostatecznie ograniczonym widmie, wskutek czego widma zachodzą na siebie i nie dają się rozdzielić. Dół: Inny sygnał, spróbkowany z tą samą, niedostateczną częstotliwością. Obliczenie dyskretnej transformaty Fouriera tego sygnału daje ten sam wynik, co w przypadku sygnału powyżej, przez co sygnał okresowy odtworzony odwrotną transformatą jest identyczny. Demonstruje to zjawisko aliasingu – dwa przedstawione sygnały są swoimi „aliasami”, niemożliwymi do rozróżnienia po spróbkowaniu

Rekonstrukcja widma sygnału oryginalnego przy pomocy filtru dolnoprzepustowego usuwającego obrazy widma

1. Widmo sygnału oryginalnego oraz kopie tego widma, przesunięte o wszystkie całkowite wielokrotności częstotliwości próbkowania, nie nachodzą na siebie.
W teorii oznacza to, że widmo sygnału ciągłego musi być ograniczone do pewnego przedziału częstotliwości, a poza nim mieć wartość zerową:
{\displaystyle {\begin{cases}|X(f)|\neq 0&{\mbox{dla }}|f|<B\\|X(f)|=0&{\mbox{dla }}|f|\geqslant B\end{cases}},}
gdzie {\displaystyle B} to częstotliwość graniczna widma.
Częstotliwość próbkowania jest odwrotnością okresu próbkowania, czyli odstępu w czasie między kolejnymi próbkami: {\displaystyle f_{s}={\frac {1}{T_{s}}}.} Częstotliwość próbkowania powinna spełniać warunek {\displaystyle f_{s}>2B.}
2. Jest możliwość idealnego odfiltrowania sygnału oryginalnego {\displaystyle x(t)} z sygnału spróbkowanego {\displaystyle x^{\star }(t),} to znaczy usunięcia zwielokrotnionych kopii {\displaystyle X(f)} bez zmiany wartości fazy i amplitudy (trzeci rysunek).
Aby tego dokonać, potrzebny jest filtr o transmitancji:
{\displaystyle H(f)={\begin{cases}1&{\mbox{dla }}0<f<{\frac {1}{2T_{s}}}\\0&{\mbox{dla }}f\geqslant {\frac {1}{2T_{s}}}\end{cases}}.}

Jeśli opisane twierdzeniem Kotielnikowa–Shannona warunki nie są spełnione, pojawia się problem aliasingu, którego nie można usunąć bez znajomości oryginalnego sygnału ciągłego. W praktyce żaden w powyższych warunków nie jest spełniony:
1. Sygnały o ściśle ograniczonym widmie mają nieskończony czas trwania. Takie sygnały nie występują w praktyce, zatem każdy realny sygnał, nawet poddany filtracji ograniczającej szerokość pasma, nie spełnia warunku Nyquista.
2. Filtry mogą mieć transmitancję jedynie zbliżoną do transmitancji filtru idealnego potrzebnego do rekonstrukcji, stąd taka idealna rekonstrukcja sygnału ciągłego jest często (lecz nie zawsze) niemożliwa.

## Dowód
Dowód twierdzenia podany przez Claude’a Shannona wykorzystuje właściwość symetrii przekształcenia Fouriera i bazuje na rozwinięciu widma sygnału w zespolony szereg Fouriera.
Skoro widmo sygnału, {\displaystyle X(f),} posiada niezerowe wartości wyłącznie w przedziale {\displaystyle |f|<f_{s}/2,} zatem w tym przedziale można je zapisać jako sumę zespolonego szeregu Fouriera (uwaga: tutaj składniki sumowane są w dziedzinie częstotliwości):
{\displaystyle X(f)=\sum _{k=-\infty }^{+\infty }X_{k}e^{\frac {jk{2\pi f}}{f_{s}}}.}
Współczynniki tego szeregu, {\displaystyle X_{k}} można wyznaczyć z całki
{\displaystyle X_{k}=\int _{-f_{s}/2}^{f_{s}/2}X(f)e^{\frac {-jk{2\pi f}}{f_{s}}}\;df.}
Zapisując {\displaystyle x(t)} jako odwrotną transformatę:
{\displaystyle x(t)=\int _{-f_{s}/2}^{f_{s}/2}X(f)e^{j2\pi ft}\;df} łatwo zauważyć, że {\displaystyle X_{k}=x(t)|_{t={\frac {k}{f_{s}}}}.}
Oznacza to, że {\displaystyle X(f)} jest całkowicie i jednoznacznie opisane przez ciąg próbek {\displaystyle x(k/f_{s}).}